# WCW Souled Out
Souled Out était une manifestation télédiffusée de catch visible uniquement en paiement à la séance produite par la World Championship Wrestling au mois de janvier de 1997 à 2000. C'était à l'origine un événement propre à la nWo mais il n'a pas rendu les revenues espérés ce qui l'amenait à devenir un événement WCW/nWo jusqu'à ce que la nWo soit dissoute. En 2001, il était remplacé par WCW Sin.

## 1997
Souled Out 1997 s'est déroulé le 25 janvier 1997 au Five Seasons Center de Cedar Rapids, Iowa. C'était un événement de la nWo, tous les matchs étaient des nWo vs. WCW. Le Président de la WCW et membre de la nWo Eric Bischoff et Ted DiBiase étaient commentateurs. L'arbitre de la nWo, Nick Patrick, officiait dans tous les matchs.
- Masahiro Chono def. Chris Jericho (11:08)
  - Chono a effectué le tombé sur Jericho après un Yakuza Kick
- Big Bubba Rogers def. Hugh Morrus (w/Jimmy Hart) dans un Mexican Death match (9:03)
- Jeff Jarrett def. Mr. Wallstreet (9:22)
  - Jarrett a effectué le tombé sur Wallstreet après une intervention de Steve McMichael.
- Buff Bagwell def. Scotty Riggs (13:51)
  - Bagwell a effectué le tombé sur Riggs après un Buff Blockbuster.
- Scott Norton def. Diamond Dallas Page par décompte à l'extérieur (9:39)
- The Steiner Brothers (Rick et Scott) def. The Outsiders (Kevin Nash et Scott Hall) pour remporter le WCW World Tag Team Championship.
  - Rick a effectué le tombé sur Hall après un Steiner Bulldog.
  - Les titres étaient redonnés à Hall et Nash deux jours suivant parce que c'est l'arbitre de la WCW Randy Anderson qui a fait le compte de trois.
- Eddie Guerrero def. Syxx dans un Ladder match pour conserver le WCW United States Championship (13:48)
- WCW World Heavyweight Champion Hollywood Hogan a combattu The Giant pour un match nul (11:00)
  - Le match prend fin quand tous les membres de la nWo viennent et attaquent The Giant.

## 1998
Souled Out 1998 s'est déroulé le 24 janvier 1998 au Hara Arena de Dayton, Ohio.
- Juventud Guerrera, Super Calo, Lizmark, Jr. et Chavo Guerrero, Jr. def. La Parka, Psicosis, Silver King et El Dandy (9:30)
  - Guerrero a effectué le tombé sur Psicosis avec un tornado DDT.
- Chris Benoit def. Raven dans un Raven's Rules match (10:36)
  - Benoit l'emportait quand Raven abandonnait sur un Crippler Crossface.
- Chris Jericho def. Rey Misterio Jr. pour remporter le WCW Cruiserweight Championship (8:28)
  - Jericho a fait abandonner Misterio sur le Lion Tamer.
- Booker T def. Rick Martel pour conserver le WCW World Television Championship (10:50)
  - Booker a effectué le tombé sur Martel après le Harlem Hangover.
- Larry Zbyszko (w/Dusty Rhodes) def. Scott Hall (w/Louie Spicolli) par disqualification (8:09)
  - Hall était disqualifié après une intervention de Spicolli.
  - Après le match, Rhodes se retournait contre Zbyszko et rejoignait la nWo.
- Ray Traylor et The Steiner Brothers (Rick et Scott) (w/Ted DiBiase) def. The nWo (Konnan, Scott Norton et Buff Bagwell) (w/Vincent) (12:20)
  - Scott a effectué le tombé sur Konnan après le Steiner Screwdriver.
- Kevin Nash (w/Hulk Hogan et Eric Bischoff) def. The Giant (10:47)
  - Nash a effectué le tombé sur Giant après un Jacknife Powerbomb.
  - Nash ratait son powerbomb, projetant Giant sur sa nuque, ce qui le blessait.
- Bret Hart def. Ric Flair (18:06)
  - Hart a fait abandonner Flair sur le Sharpshooter.
- Lex Luger def. Randy Savage (w/Miss Elizabeth) (7:07)
  - Luger a fait abandonner Savage sur le Torture Rack.

## 1999
Souled Out 1999 s'est déroulé le 17 janvier 1999 au Charleston Civic Center in Charleston, West Virginia.
- Chris Benoit def. Mike Enos (10:34)
  - Benoit a fait abandonner Enos sur le Crippler Crossface.
- Norman Smiley def. Chavo Guerrero, Jr. (15:44)
  - Smiley a fait abandonner Guerrero sur le Norman Conquest.
- Fit Finlay def. Van Hammer (7:54)
  - Finlay a effectué le tombé sur Hammer après un Tombstone Piledriver.
- Bam Bam Bigelow def. Wrath (9:23)
  - Bigelow a effectué le tombé sur Wrath après un Greetings from Asbury Park.
- Lex Luger def. Konnan (9:31)
  - Luger a fait abandonner Konnan sur le Torture Rack.
- Chris Jericho (w/Ralphus) def. Perry Saturn dans un "Loser wears a dress" match (11:44)
  - Jericho a effectué le tombé sur Saturn avec un petit paquet.
- Billy Kidman def. Rey Misterio, Jr., Juventud Guerrera et Psicosis dans un Fatal Four-Way match pour conserver le WCW Cruiserweight Championship (14:24)
  - Kidman a effectué le tombé sur Guerrera.
- Ric Flair et David Flair (w/Arn Anderson) def. Barry Windham et Curt Hennig(13:56)
  - David a effectué le tombé sur Hennig.
- Goldberg def. Scott Hall dans un Ladder Stun Gun match (17:44)
  - Goldberg l'emportait quand il utilisait le pistolet électrique.
  - La seule manière de remporter le match était d'utiliser le pistolet électrique.

## 2000
Souled Out 2000 s'est déroulé le 16 janvier 2000 au Firstar Center de Cincinnati, Ohio.
- Billy Kidman def. Dean Malenko (w/Shane Douglas) dans un Catch as Catch Can match (2:36)
  - Kidman l'emportait quand Malenko touchait accidentellement le sol.
- Vampiro def. David Flair (w/Daffney) et Crowbar dans un Triple Threat match (10:32)
  - Vampiro a effectué le tombé sur Flair après un Nail in the Coffin.
- Big Vito et Johnny the Bull (w/Disco Inferno) def. The Harris Brothers (Ron et Don)(9:33)
  - Vito a effectué le tombé sur Ron.
- Oklahoma (en) def. Madusa (w/Spice) pour remporter le WCW Cruiserweight Championship (2:56)
  - Oklahoma a effectué le tombé sur Madusa avec un roll-up.
- Brian Knobbs def. Fit Finlay, Norman Smiley et Meng dans un Fatal Four-Way match pour conserver le WCW Hardcore Championship (6:11)
  - Knobbs a effectué le tombé sur Smiley.
- Billy Kidman def. Perry Saturn (w/Shane Douglas) dans un Bunkhouse match (10:05)
  - Kidman a effectué le tombé sur Saturn après un Bulldog.
- Booker T (w/Midnight) def. Stevie Ray par disqualification (6:30)
  - Stevie Ray était disqualifié quand Big T faisait son début et attaquait Booker.
- Tank Abbott def. Jerry Flynn (1:39)
  - Abbott a mis KO Flynn.
- Buff Bagwell def. Diamond Dallas Page dans un Death match (11:00)
- The Wall (w/Shane Douglas) def. Billy Kidman dans un Steel cage match (5:03)
  - Wall a effectué le tombé sur Kidman après un chokeslam.
- Kevin Nash def. Terry Funk dans un match Hardcore pour devenir le nouveau Comissionaire de la WCW (7:59)
  - Nash a effectué le tombé sur Funk après un Jacknife Powerbomb sur une chaise.
- Chris Benoit def. Sid Vicious (avec Arn Anderson en tant qu'arbitre spécial) pour remporter le vacant WCW World Heavyweight Championship (14:50)
  - Benoit a fait abandonner Vicious sur le Crippler Crossface.
  - Benoit s'est vu retiré le titre la nuit suivant quand il était montré qu'une jambe de Sid était sous les cordes quand il abandonnait (en réalité, Benoit avait quitté la WCW).